# Namarroi (Distrikt)
Namarroi ist ein Distrikt der Provinz Zambezia in Mosambik. Die Hauptstadt ist Namarroi. Der Distrikt grenzt im Norden an den Distrikt Gurué, im Westen an den Distrikt Milange, im Süden und Südwesten an den Distrikt Lugela und den Osten an den Distrikt Ile.
Bei der Volkszählung von 2007 lebten im Distrikt Namarroi 125.999 Menschen auf einer Fläche von 3.019 km².
Der Distrikt ist nochmal in zwei Postos administrativos (Verwaltungsposten) geteilt.
Verwaltungsposten von Namarroi:
- Lipilali
- Marrea
- Mudie
- Muemue
- Namarroi

Verwaltungsposten von Regone:
- Mutatala
- Regone